# Regionale raad van Har Hebron
De regionale raad van Har Hebron (Hebreeuws: מועצה אזורית הר חברון) is een regionale raad (Eng.: Regional Council) van Israël. Deze regionale raad omvat een aantal Israëlische nederzettingen op de bezette Westelijke Jordaanoever. Zulke nederzettingen in bezet gebied zijn in een aantal resoluties door de Verenigde Naties veroordeeld, onder andere in de resoluties 446, 452, 465, 471, 484 en 681.

## Nederzettingen in de raad
| - Adora - Abigail - Beit Hagai - Beit Yatir - Carmel - Eshkolot - Livneh - Ma'ale Hever - Ma'on | - Mitzpe Asa'el - Negohot - Otniel - Shani - Shim'a - Susiya - Telem - Tene Omarim |